# Paasvesi, Orivesi
Paasvesi eller Paasselkä 
är en del av sjön Orivesi i Finland. Den ligger i Nyslotts och Kides kommuner i Södra Savolax och Norra Karelen i den sydöstra delen av landet.

## Ljusfenomen
Sjön är känd för ljusfenomenet Paasselkä-djävlarna (finska: Päässelän pirut) som uppträder på myrarna och i skogarna i närheten av Paasvesi.
Fenomenet beskrivs som en eller flera lysande bollar eller irrbloss som svävar över jordytan och ibland förflyttar sig med olika hastighet. Det är känt sedan 1700-talet och omtalas i lokala sägner. Lokalbefolkningen trodde att irrblossen hade skapats av onda andar och kallade dem därför djävlar.
Amatörgeologen Sulo Strömberg har samlat in berättelser och observationer av fenomenet och år 2006 utgav han boken Kerimäen ja Savonrannan kyliä kiertämässä. Tarinoita Paasveen piruista ja pohuista (Runt byarna Kerimäki och Savonranta – berättelser om djävulen i Paasvesi).
Det finns många teorier om fenomenet. Några hävdar att det härrör från ett UFO som har störtat i Paasvesi och andra att det kommer från ett ryskt fartyg som har sjunkit. De flesta observationer har skett tidigt på hösten.